# Aces de Saint-Louis
Les Aces de Saint-Louis (en anglais : St. Louis Aces) sont une ancienne équipe du World Team Tennis basée à Saint-Louis, au Missouri. Elle jouait ses matchs à domicile au Dwight Davis Tennis Center (en) du Forest Park de Saint-Louis. Fondée en 1994, elle a disparu en 2011.

## Effectif 2006
- Greg Patton, entraîneur
- John Paul Fruttero
- María Emilia Salerni
- Aleke Tsoubanos
- Brian Wilson